# حسن عبد الله إسميك
حسن عبد الله إسميك هو رجل أعمال وملياردير أردني، يشغل منصب رئيس مجلس إدارة مجموعة «ماريا» في دولة الإمارات العربية المتحدة.
يملك إسميك مجموعة «ماريا» التي تضم محفظة من المشاريع الرائدة في دولة الإمارات تقدر قيمتها بحوالي مليار دولار أمريكي. ويترأس إسميك عضوية مجالس إدارة شركات إماراتية خاصة عدة، بالإضافة لرئاسة مجلس إدارة نادي ميونخ 1860 الرياضي بصفته أكبر مساهم في النادي، كما أنه يشغل منصب رئيس مجلس إدارة شركة الأشمل العقارية للاستثمار في الأردن، ومجلس إدارة شركة «مساكن كابيتال» لتطوير الأراضي والمشاريع الصناعية، وهي شركة مساهمة عامة مقرها في العاصمة الأردنية عمّان.
في عام 2014 صنفته مجلة فوربس كأول ملياردير أردني وثالث أصغر ملياردير في منطقة الشرق الأوسط.

## مسيرته المهنية
بدأ حسن عبد الله إسميك مسيرته المهنية في العمل ضمن قطاع العقارات في كل من المملكة الأردنية الهاشمية والمملكة العربية السعودية ودولة الإمارات العربية المتحدة. وركّزت نشاطاته الاستثمارية والتجارية في دولة الإمارات مستفيداً من النهضة العقارية في إمارتي دبي وأبوظبي ومن ميزات قانون التملك العقاري الحر، وقام بإطلاق العديد من المشاريع التي حققت نجاحاً باهراً.

## استثماراته
يتمتع إسميك بخبرة واسعة ومعرفة معمقة في دولة الإمارات العربية المتحدة والمملكة العربية السعودية ودول مجلس التعاون الخليجي ومختلف أنحاء منطقة الشرق الأوسط، وأفريقيا، من خلال إشرافه على إدارة محفظة إستثمارية متنوعة بالإضافة إلى الاستحواذ على أصول في قطاعات عدة، من بينها الطاقة والعقارات والبناء والنقل وخدمات التصميم المعماري.
تتخذ مجموعة ماريا من أبوظبي مقراً لها، وتمتلك محفظة نشاطات استثمارية وتجارية متنوعة في دولة الإمارات العربية المتحدة ودول الخليج ودول أخرى في الشرق الأوسط وأوروبا وتتوزع استثماراتها على العديد من القطاعات كالعقارات وتجارة التجزئة وخدمات التصميم المعماري وغيرها.
وتضم محفظة مجموعة «ماريا» تحت مظلتها القطاعات التالية:
قطاع التطوير العقاري: تضم الشركة عدداً من المشاريع الرائدة في دولة الإمارات العربية المتحدة، من بينها مشروع «برج شمس 1» في قلب «جي بي آر» في منطقة المارينا في دبي، وأحد أبرز الأبراج السكنية في جزيرة السعديات في أبوظبي.
قطاع التجزئة:
شركة المنارة العالمية: هي سلسلة متاجر رائدة في بيع الساعات والمجوهرات الفاخرة في دولة الإمارات العربية المتحدة، تأسست في عام 1973. وقد قامت مجموعة ماريا عام 2012 بالاستحواذ على حصة إستراتيجية في شركة المنارة العالمية للمجوهرات بالشراكة مع شركة أحمد صديقي وأولاده، وتمتلك الشركة اليوم أكبر محفظة من العلامات التجارية العالمية للساعات السويسرية والمجوهرات في إمارة أبوظبي. وخلال هذه الفترة تضاعفت إيرادات الشركة ثم وسعت أنشطتها من خلال افتتاح 12 فرع جديد في إمارة ابوظبي، وفي عام 2017 نجحت مجموعة الماريا بالتخارج من الشركة ببيع حصتها لمستثمر استراتيجي بعد تحقيق عائد ممتاز لتصبح إحدى أنجح عمليات التخارج للمجموعة في السنوات الأخيرة.
شركة إتش أي سكوير: عبارة عن وكالة تسويق رياضية عالمية مقرها ألمانيا وتقوم بالتسويّق للنوادي والرياضيين حقوق التلفزيون وتساعدهم على زيادة مردوداتهم بشكل كبير، كما توفر حلول تسويق إجمالية شاملة أو حلول فردية معدّلة حسب الاحتياجات.
الشركات التابعة الأخرى:
نادي ميونخ 1860: استحوذ حسن إسميك من خلال مجموعة «إتش إي إم جي» على 60% من أسهم نادي ميونخ 1860 الرياضي الذي يلعب في دوري الدرجة الثانية في ألمانيا والذي تأسس في 17 مايو 1860 نتيجة الاندماج بين عدد من النوادي المحلية الألمانية.
استوديو العالمية: هي شركة تتخذ من دولة الإمارات العربية المتحدة مقراً لها وتتخصص في تقديم استشارات التصميم والحلول الإبداعية في مجال التصميم. وتمتلك «استوديو العالمية» خبرة واسعة في مختلف مجالات التصميم بما في ذلك التصميم الداخلي والتصميم المعماري وتصميم النقل والمنتجات وتصميم الحدائق وتصميم الهياكل الهندسية وتصميم الإضاءة وتصميم الأعمال الميكانيكية والكهربائية، إلى جانب تطوير العلامات التجارية والرسومات.
وتولى إسميك في 2013 منصب الرئيس التنفيذي لشركة «أرابتك» القابضة التي تعد أكبر شركة مقاولات وإنشاءات على مستوى دول الخليج، حيث كانت تبلغ قيمتها السوقية حينذاك نحو 6.82 مليار دولار أمريكي. وشغل منصب العضو المنتدب والرئيس التنفيذي لشركة «أرابتك» القابضة ورئيس مجلس إدارة شركة «أرابتك» للإنشاءات.
واستحوذ إسميك على حصة كبيرة في شركة «أرابتك» القابضة، حيث كان يملك في يونيو 2014 ما يعادل 28.84% من أسهم الشركة تبلغ قيمتها قرابة 8 مليارات درهم وفق سعر السهم في تلك الفترة.
```
لإنشاء أرابتك - سامسونج الهندسية في 2013.]]
```

واستطاع إسميك أن يقود عملية التحول الشاملة التي شهدتها الشركة في تلك الفترة، لتصبح «أرابتك» واحدة من أهم الكيانات الهندسية والإنشائية في منطقة الشرق الأوسط وشمال أفريقيا. وانطلقت الشركة تحت قيادته نحو مرحلة جديدة من التطور والانفتاح على المشاريع الإقليمية والدولية، والدخول في مشاريع النفط والغاز والطاقة والبنية التحتية من خلال الشراكة مع شركة "سامسونج" الهندسية الكورية، حيث أطلقت شركتهما الجديدة «أرابتك – سامسونج الهندسية» المختصة في مجال الأعمال الهندسية والتوريد والتشييد الخاصة بأكبر مشاريع قطاعات النفط والغاز والطاقة والبنى التحتية في منطقة الشرق الأوسط وشمال أفريقيا.
كما قامت شركة «أرابتك» في عهده بتوقيع مذكرة تفاهم مع شركة «جي اس للهندسة والإنشاءات» التي تعد واحدة من أكبر الشركات متعددة الأنشطة في كوريا الجنوبية وذلك بهدف تنفيذ مشاريع ضخمة في مجالي البنية التحتية والهندسة المدنية في منطقة الشرق الأوسط وشمال أفريقيا.
ووقع مذكرة تفاهم مع القوات المسلحة المصرية لبناء مليون وحدة سكنية، حيث وُصف المشروع آنذاك بأنه الأكبر من نوعه في المنطقة لإسكان محدودي الدخل في مختلف أنحاء مصر.
وفي يونيو 2013، أعلن مجلس إدارة شركة «ديبا» المحدودة، إحدى كبرى الشركات المتخصصة في مجال مقاولات أعمال الديكور في العالم، عن تعيين اسميك في منصب رئيس مجلس إدارة الشركة بعد أن شهدت ارتفاعاً ملموساً في الإيرادات خلال الربع الأول من العام 2013 بما نسبته 18% لتصل قيمة الإيرادات إلى 446 مليون درهم إماراتي.
مساكن كابيتال: كما يشغل إسميك منصب رئيس مجلس إدارة شركة «مساكن كابيتال» لتطوير الأراضي والمشاريع الصناعية وهي شركة مساهمة عامة مقرها في العاصمة الأردنية عمان، بعدما قام في أغسطس 2015 بالاستحواذ على ما نسبته 37 بالمائة من حصة الشركة التي تأسست في عام 2008 كشركة مساهمة عامة، وكان الهدف الأساسي للصفقة التي وصفت بالأكبر في السوق المالي الأردني هو دعم الاقتصاد الأردني من خلال تشجيع الاستثمار وتوفير فرص عمل لليد العاملة في الأردن وذلك تماشياً مع رؤية وتوجيهات جلالة الملك عبد الله الثاني للاستثمار في السوق المحلية ودعم الاقتصاد الوطني.
وتشمل أهم استثمارات «مساكن كابيتال» في الأردن مجمع الهيثم التجاري، ومشروع أكاديمية مساكن للتدريب والاستشارات، فضلاً عن امتلاكها مجموعة من الأراضي في مختلف مناطق المملكة.

## استحواذه على ناديميونخ 1860الألماني
استحوذ حسن عبد الله إسميك في يونيو 2011 على غالبية حصص نادي ميونخ 1860 الألماني، بعدما أقرت رابطة الدوري الألماني لكرة القدم الاتفاق بينه وبين النادي. وكان إسميك قد أنقذ نادي ميونخ 1860 من الإفلاس، بشرائه 60% من حصص النادي المشارك في بطولة الدرجة الثانية بقيمة 18 مليون يورو أي ما يعادل 25.8 مليون دولار أمريكي، ليصبح بذلك أول مستثمر عربي يستحوذ على نادي ألماني يعد من بين الأندية المؤسسة لبطولة ألمانيا.
وعن عملية الاستحواذ هذه قال إسميك في بيان له:
«يملك ميونخ 1860 تاريخاً عظيماً وهوية يجب المحافظة عليهما، ويتمتع النادي بإمكانيات ضخمة وقاعدة جماهيرية قوية، سأقوم بكل ما في وسعي لإعادة ميونخ 1860 إلى سابق عهده كنادٍ يحصد الأرباح في المواسم المقبلة». 

## أعماله الخيرية
إلى جانب كونه رائد أعمال ومستثمر ناجح، يقوم إسميك بأعمال خيرية وإنسانية في كل من دولة الإمارات العربية المتحدة والمملكة الأردنية الهاشمية، وذلك من منطلق إيمانه العميق بأهمية المسؤولية المجتمعية في تعزيز استدامة أعمال الشركات وتطوير المجتمعات.

بناء المساجد: قام إسميك ببناء عدد من دور العبادة في المملكة الأردنية الهاشمية ودولة الإمارات العربية المتحدة ومن أهمها مسجد العزيز في أبوظبي - جزيرة الريم ومسجد الكريم في أبوظبي مقابل قصر الإمارات ويعد المسجدان معلمين بارزين في العاصمة الإماراتية.
الأعمال الإنسانية ودعم المجتمع: يقوم إسميك من خلال جمعية البركة الخيرية التي أسّسها وبالتعاون مع صندوق الزكاة والهلال الأحمر بدعم الفقراء والمحتاجين في الأردن، إضافة إلى تعليم عدد كبير من المتفوقين من الأسر المتعففة ورعاية الأيتام في الأردن ودول أخرى في الشرق الأوسط.

## اهتماماته
1. القراءة وخاصة القرآن الكريم وكتب الديانات السماوية والتاريخ
2. الكتابة حول الشؤون العامة والأعمال الدولية وقضايا التنمية والمجتمع
3. صيد السمك
4. سباقات «الفورمولا ون» وغيرها من البطولات العالمية
5. حضور ومتابعة مباريات كرة القدم وكرة السلة

## تقدير واعتراف دولي
- نال حسن عبد الله إسميك المركز الأول في قائمة مجلة «كونستركشن ويك» لأهم 100 شخصية في قطاع الإنشاءات لعام 2013، وهي القائمة التي تُعنى بتصنيف أكثر الشخصيات أهمية في قطاع الإنشاءات على مستوى دول مجلس التعاون الخليجي
- وفي عام 2014 صنفته مجلة فوربس كثالث أصغر ملياردير في منطقة الشرق الأوسط.[2]
- كما تم اختياره في يناير 2014 من قبل مجلة «مييد» من ضمن أكثر 12 شخصية مؤثرة اقتصاديا في منطقة الشرق الأوسط.[8]